# Dalla Rosa Prati
I Dalla Rosa Prati sono una nobile famiglia parmigiana, insignita del titolo di marchesi di Collecchio, Collecchiello e Madregolo.

## Storia

### I Prati
Le origini della famiglia risalgono al V o VI secolo, quando i Prati risiedevano nella zona di Sassuolo. Si trasferirono a Parma alla fine del XII secolo.
Nel XV secolo la famiglia parmigiana dei Prati era costituita da uomini di legge e, secondo lo storico coevo Angelo Mario Edoari Da Erba, apparteneva già all'aristocrazia cittadina.
Nel XVII secolo la casata fu investita del titolo marchionale su Collecchio.
I più illustri membri della famiglia furono:
- Gaspare Prati (XV secolo). Fu giureconsulto di vaglia.[2]
- Bartolomeo Prati (1471 - 1542). Figlio di Bartolomeo, fu allievo di Sceva de Corte a Pavia e divenne dottore collegiato; in suo onore fu eretto un monumento nel duomo.[2]
- Antonio Maria Prati (XVII secolo). Fu notaio, procuratore, scrittore e poeta.[2]

### I Dalla Rosa
Nel XV secolo i Dalla Rosa erano importanti uomini politici. Il personaggio più illustre fu Scipione Dalla Rosa (circa 1470 - 1550), inviato dalla comunità di Parma in qualità di legato straordinario al cospetto dei papi Clemente VII e Paolo III; grazie al matrimonio nel 1507 con Caterina, sorella della badessa Giovanna Piacenza, divenne amministratore di quest'ultima e sotto tale veste chiamò a Parma il Correggio per la decorazione della Camera della Badessa all'interno del monastero di San Paolo; commissionò inoltre la tribuna sull'altare maggiore della basilica di Santa Maria della Steccata.

### I Dalla Rosa Prati
Nel 1694, Marianna Prati, unica figlia del marchese Marcello juniore, sposò il marchese Pier Luigi Dalla Rosa, dal quale ebbe nel 1699 il figlio Scipione Marcello; alla morte di Marcello juniore nel 1709, per sua volontà testamentaria il nipote Scipione aggiunse al cognome paterno quello materno, ereditando il titolo marchionale del nonno.
I più celebri membri della famiglia furono:
- Filippo Dalla Rosa Prati di Pietro Luigi (1763 - 1827), che dopo il breve e semplice battesimo "ondoiement" del 1763, a sua volta ebbe un battesimo solenne nella residenza ducale di Parma nel febbraio 1770, con - come padrini - il Duca di Parma Ferdinando e la sposa Maria Amalia d'Asburgo-Lorena. Fu podestà di Parma dal 1815 al 1821, membro dell'Accademia degli Scelti, presidente della facoltà di legge dell'Università degli Studi, ciambellano e consigliere intimo della duchessa Maria Luigia;[2] fu inoltre cavaliere dell'Ordine costantiniano di San Giorgio, di cui divenne in seguito commendatore; scrisse numerosi sonetti.[3]
- Lodovico Dalla Rosa Prati (1794 - 1866). Figlio di Filippo e di Paola Sanvitale, fu ciambellano di Maria Luigia nel 1825 e successivamente podestà e sindaco di Collecchio; sposò Luigia Sanvitale, figlia di Jacopo Sanvitale.[3]
- Giulio Dalla Rosa Prati (1815 - 1900). Figlio di Lodovico, fu membro dell'Anzianato di Collecchio e poi sindaco; fu anche organista della pieve del paese e della Cattedrale di Parma; fu compositore di musica sacra e di un melodramma, "L'arciero", su libretto del marchese Filippo, "pastore àrcade".[3]
- Ferdinando Dalla Rosa Prati (1818 - 1885). Fratello del precedente, visse a Collecchio nella villa Dalla Rosa Prati e a Parma nel palazzo Dalla Rosa Prati; sopravvissuto straordinariamente al colera, fu consigliere anziano del Comune di Collecchio dal 1855 al 1879.[3]
- Guido Dalla Rosa Prati (1821 - 1888). Figlio di Pietro Maria e della marchesa Clementina Paveri, fu tra i nove professori dell'Università destituiti dal duca Carlo III di Borbone per motivi politici; dopo l'uccisione del Duca, rientrò a Parma, dove riprese l'insegnamento; fu tra gli scopritori delle fonti termali di Salsomaggiore e delle loro proprietà salsoiodiche; scoprì anche le saline di Trapani. Dopo l'Unità d'Italia fu tra i soci della Società Nazionale Italiana, dal motto "Indipendenza e unificazione", e colonnello della Guardia nazionale. Fu inoltre deputato del partito monarchico costituzionale, dapprima per il collegio di Langhirano e in seguito per il primo collegio di Parma; fu sindaco di Salsomaggiore tra il 1863 e il 1874 e di Parma tra il 1875 e il 1877, oltre che consigliere comunale e provinciale. Fu insignito dell'Ordine del merito sotto il titolo di San Lodovico. Scrisse poesie, romanzi e commedie in dialetto parmigiano.[3]
- Lodovico Dalla Rosa Prati (1879 - 1972). Sposo di Maria Guardasoni, fu campione nazionale di tirassegno, oltre che grande appassionato di caccia, amante delle auto e appassionato di fotografia.[3]
- Sisto Dalla Rosa Prati (1901 - 1977). Ingegnere, fu fabbriciere del Duomo di Parma e promosse il primo restauro della cupola correggesca; tra i suoi progetti merita una menzione il Santuario Guido Maria Conforti, all'interno della Casa madre dei Missionari Saveriani. Fu presidente della giunta dell'Ordine costantiniano di San Giorgio; fu inoltre consigliere comunale del Partito Liberale Italiano dal 1964 al 1970.[3]